# ماريانا فيديريكا ولفنر
ماريانا فيديريكا ولفنر (بالإنجليزية: Mariana Wolfner)‏ هي أستاذف في جولدوين سميث للبيولوجيا الجزيئية وعلم الوراثة في جامعة كورنيل. يبحث بحثها في الصراع الجنسي في ذبابة الفاكهة سوداء البطن  تم انتخابها عضوًا في الأكاديمية الوطنية للعلوم (NAS) في عام 2019 تقديرًا لإنجازاتها المتميزة والمستمرة في البحث الأصلي.

## النشأة والتعليم
كانت ولفنر مهتمة بعلم الأحياء منذ كانت طفلة. قررت الدراسة في جامعة كورنيل لأنها كانت معروفة بعلم الوراثة. قبل حصولها على شهادتها الجامعية عملت في مختبر جيرالد فينك، حيث درست السيطرة على الأحماض الأمينية في الخميرة وتخرجت في عام 1974. انتقلت إلى جامعة ستانفورد للحصول على درجة الدراسات العليا، حيث كانت طالبة دكتوراه في مختبر ديفيد هوجنيس. كانت من أول من استخدم الحمض النووي المعاد التركيب لعزل الجينات في ذبابة الفاكهة. كانت ولفنر رائدة في استخدام تهجين الدنا المتمم cDNA لعزل الجينات التي تستجيب للإكديسون أثناء الاستحالة.

## البحث والحياة المهنية
انضمت ولفنر إلى جامعة كاليفورنيا في سان دييغو للحصول على زمالة ما بعد الدكتوراه تحت إشراف بروس بيكر. هنا بدأت في دراسة الجينات التي تشارك في تحديد جنس ذبابة الفاكهة. وبمساعدة بيكر استنسخت ولفنر الجين الزوجي.
انضمت ولفنر إلى هيئة التدريس في جامعة كورنيل عام 1983. حيث استكشفت الآليات المسؤولة عن تحديد الجنس والتنمية في ذبابة الفاكهة. حددت ولفنر أكثر من مائتي بروتين من بروتينات السوسة المنوية وتأثيرها على علم وظائف الأعضاء والسلوك. أجرت الاجتثاث الجيني لتحديد الجينات التي ترمز إلى بروتينات السائل المنوي. ووجدت أن أنثى الدروسوفيلا تخزن السائل المنوي لفترة من الوقت قبل الإخصاب، وتصبح أقل اهتمامًا بالذكور بعد التزاوج. وجدت ولفنر أنه خلال تزاوج بروتينات السائل المنوي التي تم إنشاؤها في الغدد الملحقة للذكور تم نقلها إلى الإناث، وتسببت في تغيرات ما بعد الولادة. أمضت عامين في جامعة كاليفورنيا في سان دييغو تعمل على الأنماط الظاهرية الطافرة في بروتينات السائل المنوي.
في دراساتها المكثفة على بروتينات السائل المنوي في ذبابة الفاكهة كشفت ولفنر عن معلومات جديدة حول الصراع الجنسي. وأوضحت أن بروتينات السائل المنوي التي تزيد من معدل وضع البيض للإناث مفيدة للذكور، ولكنها يمكن أن تقلل من عمر أنثى الدروسوفيلا. يُعد Apc26Aa هو أحد بروتينات السائل المنوي التي يمكن أن يسبب هذه التغييرات اللاحقة في ذبابة الفاكهة الأنثوية. ووجدت أن بروتينات السائل المنوي يمكن أن تعمل كمفاتيح تنشيط لوظائف الأعضاء في الإناث. عملت ولفنر مع لورا هارينجتون على تحديد بروتينات السائل المنوي في البعوض المسؤولة عن انتقال فيروسات زيكا وحمى الضنك.
كما أنها تعمل على انتقال البويضات إلى الجنين بعد تحرير البويضة وقبل تنشيطها لبدء تكوين الجنين. أظهرت ولفنر أن انتقال البويضة إلى الجنين ليس هو نفسه في الدروسوفيلا والثدييات. ففي دروسوفيلا يتم ضغط البويضة في قناة البيض، في حين أن الحيوانات المنوية في الثدييات تؤدي إلى الانتقال. وأوضحت أن عملية التنشيط في الدروسوفيلا تنطوي على ارتفاع الكالسيوم.
تم تعيينها أستاذة جولدوين سميث للبيولوجيا الجزيئية وعلم الوراثة في جامعة كورنيل في عام 2013.  

## الجوائز والتكريمات
- 2006 انتخبت زميلة في الجمعية الأمريكية لتقدم العلوم (FAAAS)[20]
- 2012 جائزة جامعة كورنيل كندال إس كاربنتر التذكارية للإرشاد المتميز[21][22]
- 2016 محاضر جامعة كوينز داون[23]
- جائزة الاعتراف الحائز على جائزة جمعية علم الحشرات الأمريكية لعام 2017 في علم وظائف الأعضاء والكيمياء الحيوية والسموم[24]
- ميدالية جمعية علم الوراثة الأمريكية 2018[6][7]
- 2019 انتخبة عضوة في الأكاديمية الوطنية للعلوم (NAS)[4]